# Ubi primum (encíclica de 1849)
Ubi primum es una encíclica del Papa Pío IX publicada el 2 de febrero de 1849; es la quinta encíclica del pontificado de Pío IX y la segunda con dicho nombre expedida por este pontífice.
Está dirigida a los obispos de la Iglesia católica en orden a solicitar opiniones sobre el dogma de la Inmaculada Concepción de la Virgen María, definiéndose el concepto teológico de la Mariología. Algunos autores, al referirse a este documento, lo consideran como una especie de "Concilio escrito", toda vez que de dicha consulta, se recibieron 546 respuestas de todo el mundo (de un total de 603).